# Zoccolo

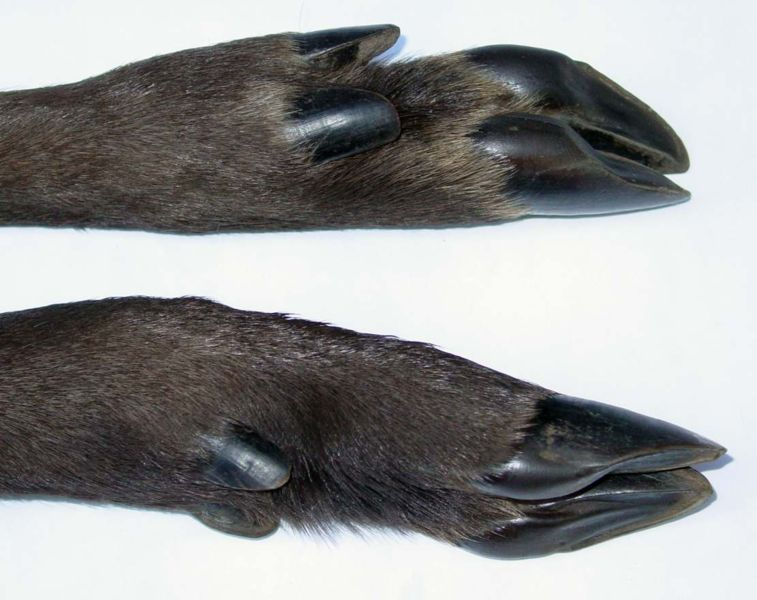
Zoccoli di capriolo

Lo zoccolo, dal latino sŏccŭlus, spesso usato al plurale (zoccoli), è un tipo di terminazione dei mammiferi ungulati rafforzata da uno strato molto spesso di cheratina. Lo zoccolo è costituito da una suola dura o meno dura e da una parte discale formata da una spessa unghia che avvolge la punta del dito. Gli zoccoli crescono continuamente e sono altrettanto continuamente logorati dall'uso.
La maggior parte degli ungulati (pecore, capre, cervi, maiali, bisonti, ecc.) ha due zoccoli principali su ogni piede. La maggior parte di questi ungulati ha anche due zoccoli più piccoli chiamati speroni un po' più alti nella lunghezza della gamba. Questi normalmente non sono utilizzati per camminare, ma in alcune specie come cervi e suini, in cui gli speroni sono più grandi, questi possono toccare il suolo durante l'esecuzione di salti. Altri animali ungulati, come giraffe e antilocapre non hanno speroni. Inoltre vi sono animali, come i cammelli, in cui la punta dell'arto è rappresentata da uno zoccolo ridotto avente la forma di un chiodo. 
Alcuni Perissodactyla hanno uno zoccolo su ogni piede, mentre altri hanno o hanno avuto tre dita distinte ungulate o fortemente inchiodate, oppure uno zoccolo e due speroni. Un caso speciale è rappresentato dal tapiro: esso ha tre dita per ogni piede posteriore e quattro dita per ogni piede anteriore.